# Tomáš Jan Baťa
Tomáš Jan Baťa, Thomas John Bata (Prága, 1914. szeptember 17. – Toronto, 2008. szeptember 1.) cseh-kanadai vállalkozó, a Baťa cipőgyárat megalapító Tomáš Baťa fia.

## Életútja
A cipész mesterséget Zlínben tanulta ki. Tanulmányait Uherské Hradiště-ben (Magyarhradis) folytatta a helybéli kereskedelmi akadémián. 1938 nyarán nagybátyjával kivándorolt az Egyesült Államokba, majd Kanadában telepedett le. 1948-tól az 1970-es évekig a 70 000 alkalmazottat foglalkoztató nemzetközi Bata vállalatot vezette. A vállalat irányítását fiának adta át. Négy gyermeke van, fia Tom, lányai Christine, Monica és Rosemarie.

## Fordítás
- Ez a szócikk részben vagy egészben a Tomáš Baťa ml. című cseh Wikipédia-szócikk ezen változatának fordításán alapul.  Az eredeti cikk szerkesztőit annak laptörténete sorolja fel. Ez a jelzés csupán a megfogalmazás eredetét és a szerzői jogokat jelzi, nem szolgál a cikkben szereplő információk forrásmegjelöléseként.